# Graf Festenberg
Graf Festenberg ist ein deutsches Stummfilm-Liebesmelodram aus dem Jahre 1922 von und mit Friedrich Zelnik in der Titelrolle. Die weibliche Hauptrolle spielte der 1910er-Jahre-Leinwandstar Maria Widal, der mit diesem Film seine Abschiedsvorstellung auf der Leinwand gab. Die Geschichte basiert auf dem Einakter “Am anderen Ufer” von Felix Salten.

## Handlung
Max Wessely ist ein einfacher aber eleganter Kellner. Die Frauen mögen ihn, aber er liebt nur eine: die für ihn unerreichbare (weil einem sozial viel höheren Stand entstammende) Komtesse Schlieben. Er himmelt sie, die er gelegentlich im Hotel bedient, unentwegt heimlich und aus der Ferne an, weiß aber, dass er aufgrund seiner Herkunft ihr Herz niemals wird erobern können. Frustriert wandert Max nach Amerika aus, wo er einen heruntergekommenen Aristokraten kennenlernt. Max kümmert sich um jenen Graf Festenberg, der eines Tages stirbt. Dies ist die ideale Gelegenheit für Wessely, seinen Stammbaum „aufzuhübschen“. Er eignet sich des Grafen Papiere und damit auch dessen Identität an. 
Als eben jener Graf Festenberg kehrt Max in die Heimat zurück und ist nun auch für die Komtesse als standesgemäßer Ehemann vorstellbar. Man heiratet, doch dann fliegt Wesselys Schummelei dank der gezielten Indiskretion seines Nebenbuhlers Aristide auf, und es kommt zum Skandal. Die Komtesse lässt ihren Gatten daraufhin wie eine heiße Kartoffel fallen. In seiner Verzweiflung will sich Max das Leben nehmen, doch da besinnt sich seine zuletzt auf Scheidung drängende Noch-Gattin eines besseren und steht zu ihrer Liebe zu ihm. Schließlich gerät Max auch noch an ein weiteres, heruntergekommenes Mitglied der gräflichen Festenberg-Familie, das ihn adoptiert. Fortan darf er sich ganz offiziell Graf Festenberg nennen. Nun können Max und seine Komtesse in Frieden und Glück zusammenleben.

## Produktionsnotizen
Graf Festenberg, auch bekannt unter dem Titel Der Kellnergraf, entstand wohl im Sommer 1922, passierte die Filmzensur am 5. Oktober 1922 und wurde am 7. Dezember desselben Jahres in Berlins Marmorhaus uraufgeführt. Der Sechsakter besaß eine Länge von 1670 Meter.

## Kritiken
Das Kino-Journal befand knapp: „Alles in allem ein ausgezeichneter, gut gearbeiteter Spielfilm“.
Der Filmbote resümierte: “Ein ausgezeichneter Spielfilm, der, geschmackvoll in der Regie und hervorragend in der Darstellung, sicher seinen Weg machen wird”.